# Graham Budd
Graham Edward Budd, Graham E. Budd
Pour les articles homonymes, voir Budd.
Graham Budd ou Graham E. Budd ou Graham Edward Budd (7 septembre 1968  à Colchester- ) est un paléontologue britannique qui travaille en Suède. 

## Présentation
Il est professeur et directeur de paléobiologie à l'Université d'Uppsala,.
Les recherches de Budd se concentrent sur l'explosion cambrienne et sur l'évolution et le développement, l'anatomie et les schémas de diversification des Ecdysozoa, un groupe d'animaux qui comprend des arthropodes. 

## Biographie
Budd est né le 7 septembre 1968  à Colchester (Essex). Il obtient son diplôme de premier cycle à l'Université de Cambridge et y reste pour poursuivre ses études au niveau doctoral en enquêtant sur le lagerstätte fossile de Sirius Passet du Cambrien du nord du Groenland. Il termine son doctorat en 1994, l'une des découvertes étant une nouvelle espèce de lobopode, Kerygmachela. Budd part ensuite en Suède en tant que post-doctorant avec son directeur de thèse John Peel. 
Avec Sören Jensen, il réintroduit les concepts de groupes de tiges et de couronnes dans la phylogénétique et est un critique majeur de l'utilisation actuelle des horloges moléculaires pour déterminer l'origine des groupes d'animaux et de plantes.
Il dirige Acta Zoologica (en) avec Lennart Olsson (en); il a également dirigé le Geological Magazine.